# 深入絕地
《深入絕地》（英語：The Descent），是一部2005年上映的英國冒險恐怖片，由尼爾·馬歇爾執導。片中描述六名女性在阿帕拉契山的洞中，為了生存而對抗一群怪物的故事。

## 外部連結
- 互联网电影数据库（IMDb）上《深入絕地》的资料（英文）
- AllMovie上《深入絕地》的资料（英文）
- Box Office Mojo上《深入絕地》的資料（英文）
- 爛番茄上《深入絕地》的資料（英文）
- Metacritic上《深入絕地》的資料（英文）
- The Descent （页面存档备份，存于） entry in The A.V. Club's New Cult Canon